# نيك مور (لاعب كرة قدم أمريكية)
نيك مور (بالإنجليزية: Nick Moore)‏ هو لاعب كرة قدم أمريكية ولاعب كرة قدم كندية أمريكي، ولد في 25 يونيو 1986 في ويستيرفيل في الولايات المتحدة.